# Penne nere
Penne nere è un film del 1952 diretto da Oreste Biancoli.

## Trama
Due giovani, Pieri Cossutti e Gemma Vianello, vivono il loro amore nel paese di Stella, un borgo alpino della Carnia (il paese é Sauris) posto accanto a una grande diga, non molto distante dal confine tra Italia e Austria. La seconda guerra mondiale provoca il richiamo alle armi di Pieri e di suo fratello Olinto, che deve lasciare la moglie e il piccolo figlio. Durante un bombardamento muore il padre di Gemma, che a quel punto viene accolta nella casa dei Cossutti.
Al momento dell'armistizio dell'8 settembre, Pieri ed Olinto sono in Albania, da dove – con altri soldati italiani che si rifiutano di arrendersi ai tedeschi - iniziano una lunga marcia per rientrare in patria. Tra gli stenti, il gruppo via via si riduce e anche Olinto muore.
Pieri e pochi altri arrivano a Stella e riescono a impedire, con coraggio, che i tedeschi facciano saltare la grande diga. Gemma è ferita e Pieri decide di sposarla in punto di morte. La donna però, contro ogni previsione, si riprende e i due vivranno finalmente la loro compiuta storia d'amore.